# Xuân Hồng, Thọ Xuân
Xuân Hồng là một xã thuộc huyện Thọ Xuân, tỉnh Thanh Hóa, Việt Nam.

## Địa lý
Xã Xuân Hồng nằm ở phía đông huyện Thọ Xuân, có vị trí địa lý:
- Phía đông giáp huyện Thiệu Hóa và xã Trường Xuân.
- Phía tây giáp thị trấn Thọ Xuân và các xã Bắc Lương, Nam Giang, Xuân Lai.
- Phía nam giáp huyện Thiệu Hóa và xã Xuân Phong.
- Phía bắc giáp xã Trường Xuân và xã Xuân Lai.

Xã Xuân Hồng có diện tích 12,34 km², dân số là 9.872 người, mật độ dân số đạt 800 người/km².

## Hành chính
Xã Xuân Hồng được chia thành 16 thôn: Bất Căng 1, Bất Căng 2, Đồng Dọc, Hùng Mạnh, Lễ Nghĩa 1, Lễ Nghĩa 2, Liên Phô, Lộc Thịnh, Ninh Thành, Phong Bái, Phúc Cường, Tiến Lập, Vân Lộ, Vực Thượng 1, Vực Thượng 2, Vực Trung.

## Lịch sử
Dưới thời nhà Nguyễn, địa bàn xã Xuân Hồng hiện nay tương ứng với 9 làng: Vực Thượng, Vực Trung, Lễ Nghĩa, Liên Phô, Vân Lộ, Bất Căng, Phong Bái, Lư Khánh Thượng và Lư Khánh Đông thuộc tổng Nam Cai (sau đổi thành tổng Nam Dương), huyện Lôi Dương, phủ Thọ Xuân. Sau Cách mạng Tháng Tám, các làng Liên Phô, Vân Lộ, Bất Căng, Phong Bái, Lư Khánh Thượng và Lư Khánh Đông lập thành xã Hồng Lạc, còn các làng Vực Thượng, Vực Trung, Lễ Nghĩa thuộc xã Hạnh Phúc.
Năm 1953, xã Hồng Lạc chia thành hai xã Thọ Nguyên và Xuân Khánh, xã Hạnh Phúc chia thành hai xã Hạnh Phúc và Xuân Thành.
Ngày 23 tháng 10 năm 1978, xã Xuân Thành sáp nhập với hai xã Hạnh Phúc và Bắc Lương thành xã Thọ Thành. Tuy nhiên đến ngày 2 tháng 10 năm 1981, xã Thọ Thành lại chia thành ba xã Bắc Lương, Hạnh Phúc và Xuân Thành như cũ.
Đến năm 2018, xã Xuân Khánh có diện tích 3,52 km², dân số là 2.941 người, mật độ dân số đạt 836 người/km², gồm 4 thôn: 1, 2, 3, 4; xã Thọ Nguyên có diện tích 4,97 km², dân số là 3.812 người, mật độ dân số đạt 767 người/km², gồm 7 thôn: Liên Phô, Vân Lộ, Phong Bái, Đồng Dọc, Tiến Lập, Bất Căng 1, Bất Căng 2; xã Xuân Thành có diện tích 3,85 km², dân số là 3.119 người, mật độ dân số đạt 810 người/km², gồm 5 thôn: 1, 2, 3, 4, 5.
Ngày 16 tháng 10 năm 2019, Ủy ban Thường vụ Quốc hội ban hành Nghị quyết số 786/NQ-UBTVQH14 về việc sắp xếp các đơn vị hành chính cấp xã thuộc tỉnh Thanh Hóa (nghị quyết có hiệu lực từ ngày 1 tháng 12 năm 2019). Theo đó, sáp nhập toàn bộ diện tích và dân số của các xã Xuân Khánh, Thọ Nguyên và Xuân Thành thành xã Xuân Hồng.

## Di tích
- Nghè làng Vực Thượng thờ Thủy thần quán sát và Long trì tướng quân Cao Biền.
- Nghè làng Lễ Nghĩa thờ thiên thần Lôi oai.
- Miếu thờ Bà Chúa Ngọc Thuận ở đầu xóm ngõ Giầu làng Vực Thượng (nay là đội 2). Bà là con vua Lê Đại Hành, vợ quan tri huyện Dương Lễ, có sắc phong là "Tiền lê công thần Dương Lễ công; chính thất quốc phu nhân Lê Thị Ngọc Thuận hiệu Từ Hòa. Dực bảo trung hưng linh phù chinh uyển".
- Đình Làng Lễ Nghĩa (ở đoạn cuối của 3 làng xưa, ở đội 7 nay) đã được phong là Kiến trúc di tích nghệ thuật cấp tỉnh và nay đang được tu sửa, tôn tạo.
- Đền thờ Đức Thánh cả Lê Phụng Hiểu và Tam Lộ Đại Vương, di tích cấp tỉnh.[8]
- Đền thờ Hoàng hậu nhà Lý, phế tích.[8]
- Chùa chỉ còn phế tích là nền móng.[8]
- Khu văn chỉ, vũ chỉ.[8]